# Áitečuolmmarivier
De Áitečuolmmarivier (Zweeds: Áitečuolmmajohka) is een bergrivier die stroomt in de Zweedse gemeente Kiruna. De rivier verzamelt haar water van berghellingen van meer dan 700 meter hoogte. De rivier stroomt naar het noordoosten en na 15 kilometer stroomt ze de Råstrivier in.
Afwatering: Áitečuolmmarivier → Råstrivier → Lainiorivier → Torne → Botnische Golf